# Тундра північного сходу Антарктичного півострова
Тундра північного сходу Антарктичного півострова — антарктичний екорегіон тундри, розташований на Антарктичному півострові.

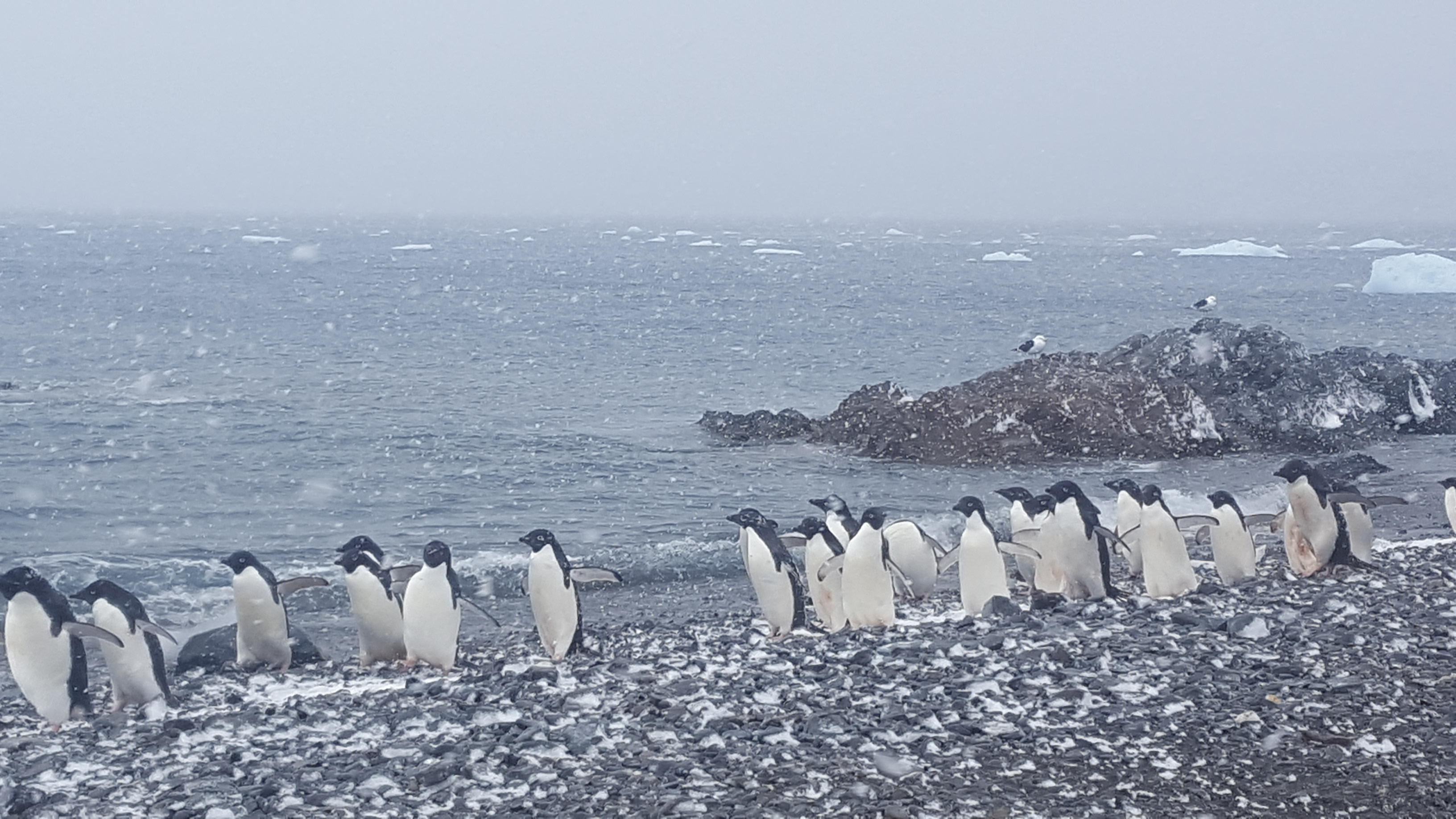
Пінгвіни Аделі на острові Жуанвіль

## Географія
Екорегіон тундри північного сходу Антарктичного півострова охоплює вільні від постійного льоду ділянки на північному сході Антарктичного півострова, а також на деяких сусідніх островах, зокрема на островах Джеймса Росса, Вега, Сеймур та Жуанвіль.
Більша частина Антарктичного півострова і навколишніх островів вкрита льодовиками, як і майже 98 % всієї Антарктиди. Антарктичний льодовиковий щит спускається до узбережжя, де переходить у шельфові льодовики, зокрема у шельфовий льодовик Ларсена, який займає північно-західну частину моря Ведделла, розташованого на схід від Антарктичного півострова. Взимку площа морського льоду у морі Ведделла збільшується у кілька разів, різко відсуваючи кордон відкритого океану від суходолу.
На Антарктичний півострів та острови регіону претендують Велика Британія як на частину Британської Антарктичної Території, Аргентина як на частину Аргентинської Антарктиди, та Чилі як на частину Чилійської Антарктичної Території, однак згідно Договору про Антарктику територіальні претензії на них заморожені до 2048 року.

## Клімат
На північно-східному узбережжі Антарктичного півострова переважає тундровий клімат (ET за класифікацією кліматів Кеппена), більш м'який і теплий, ніж клімат решти Антарктиди, однак більш холодний і сухий, ніж клімат північно-західного узбережжя. Середньорічна температура тут становить приблизно -7,4 °C, протягом 1-2 літніх місяців середня місячна температура перевищує 0 °C, а взимку вона падає до -15 °C. Річна амплітуда коливання температури становить приблизно 11,7 °C. Середньорічна кількість опадів становить 350 мм або менше, частина з яких випадає у вигляді дощу влітку. Північна частина Антарктичного півострова, відома як Земля Ґреяма, лежить на північ від Південного полярного кола. Влітку тут триває полярний день, а взимку сутінки наступають лише на пару годин.

## Флора і фауна
Завдяки невеликому розміру екорегіону та його відносній доступності природа регіону є добре дослідженою. На розрізнених ділянках екорегіону, вільних від льоду, поширена тундра, основу якої складають різні види мохів, лишайників та печіночників. На скелях та нестійкому ґрунті ростуть розріджені угруповання, що складаються з кіркових лишайників та подушкових мохів, а на сухих, стабільних схилах та на краю скель мохи утворюють товстий дерновий покрив. Загалом в екорегіоні зустрічається понад 200 видів рослин, зокрема понад 100 видів лишайників та 57 видів мохів. Судинні рослини в екорегіоні відсутні.
В межах екорегіону зустрічається кілька десятків видів безхребетних тварин, зокрема колембол, кліщів, тихоходів та нематод. Тут зустрічається 12 видів кліщів та три види колембол, зокрема антарктичні колемболи (Cryptopygus antarcticus).
Серед поширених в регіоні ластоногих слід відзначити тюленя-крабоїда (Lobodon carcinophaga), тюленя Росса (Ommatophoca rossii), тюленя Ведделла (Leptonychotes weddellii), морського леопарда (Hydrurga leptonyx), південного морського слона (Mirounga leonina) та антарктичного морського котика (Arctocephalus gazella). Морські слони та морські котики іноді зустрічаються на пляжах екорегіону, коли море вільне від льоду. Чотири інші види тюленів більшу частину часу проводять серед пакових льодів антарктичного шельфу, однак також іноді вибираються на узбережжя. У XIX масовий звіробійний промисел призвів до майже повного вимирання антарктичних морських котиків, однак починаючи з 1970-х років його популяція почала швидко відновлюватися і наразі нараховує мільйони особин. Тюлені-крабоїди є найчисельнішими тюленями світу, загальна популяція яких нараховує понад 30 мільйонів особин.
На Антарктичному півострові та на сусідніх островах гніздиться 37 видів морських птахів. Серед поширених в екорегіоні птахів слід відзначити антарктичного буревісника (Thalassoica antarctica), південного буревісника (Fulmarus glacialoides), гігантського буревісника (Macronectes giganteus), пінтадо (Daption capense), білого буревісника (Pagodroma nivea), океанника Вільсона (Oceanites oceanicus), антарктичного баклана (Leucocarbo bransfieldensis), жовтодзьобу сніжницю (Chionis albus), антарктичного поморника (Stercorarius maccormicki), фолклендського поморника (Stercorarius antarcticus), домініканського мартина (Larus dominicanus) та антарктичного крячка (Sterna vittata). Ці птахи гніздяться на вільних від льоду ділянках, тому їх рідко можна зустріти далеко в глибині суходолу, і роблять це влітку, коли прибережні райони вільні від льоду.
З приблизно 350 мільйонів птахів усіх видів, що мешкають в Антарктиці, близько 175 мільйонів — це пінгвіни. На північному заході Антарктичного півострова та на навколишніх островах є три великі гніздові колонії пінгвінів Аделі (Pygoscelis adeliae), загальна чисельність гніздової популяції яких становить трохи більше 30 000 пар, а також п'ять колоній пінгвінів-шкіперів (Pygoscelis papua), які нараховують кілька тисяч гніздових пар.

## Збереження
Територія екорегіону перебуває під захистом Протоколу про охорону навколишнього середовища згідно Договору про Антарктику. В межах регіону розташована одна особлива антарктична природоохоронна територія — гора Флора, розташована в районі затоки Надії (ASPA-148). Однак вона були визначена на основі її геологічної цінності, а природоохоронні території, які б відзначали унікальні екологічні особливості, в екорегіоні відсутні.
В межах екорегіону розташовані три антарктичні дослідницькі станції — аргентинські станції Есперанса і Марамбіо та чеська станція Мендель. За останнє десятиліття щорічна кількість туристів, які відвідували ці три об'єкти, коливалася від 1500 до 4000. Більшість туристів відвідують аргентинську станцію Есперанса.